# 1253 en santé et médecine
| Années de la santé et de la médecine : 1250 - 1251 - 1252 - 1253 - 1254 - 1255 - 1256    |
| Décennies de la santé et de la médecine : 1220 - 1230 - 1240 - 1250 - 1260 - 1270 - 1280 |

Cet article présente les faits marquants de l'année 1253 en santé et médecine.

## Événements

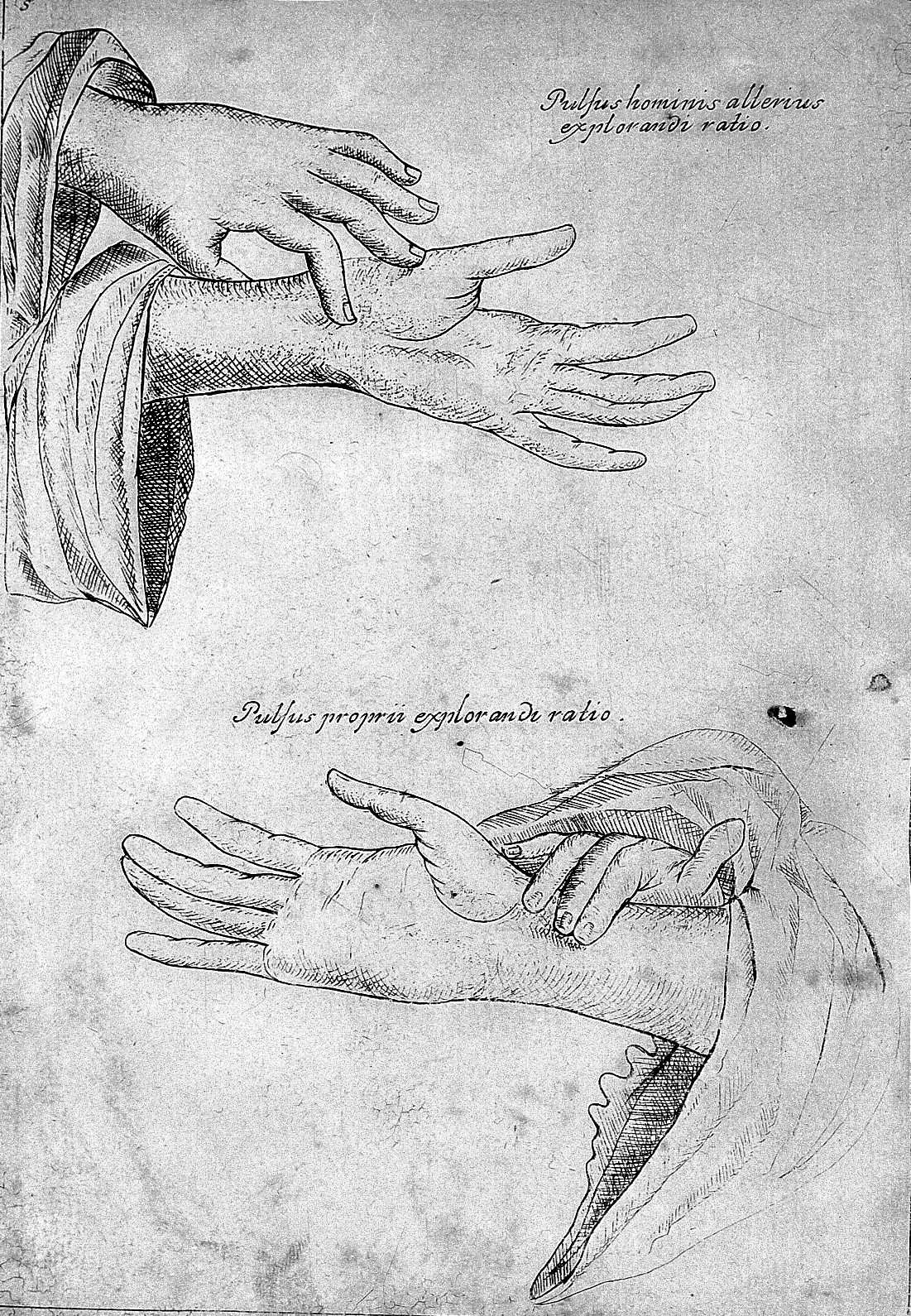
« Prise du pouls »
Wang Chou-Ho

- Innocent IV charge les frères antonins de constituer « un hôpital ambulant, fondé pour suivre la cour pontificale dans tous ses déplacements[2] ».
- Fondation de l'hôpital Santa Fina de San Gimignano en Toscane[3].
- Construction à Tours, par Jean de Pontlevoy, de l'hôtel-Dieu de Saint-Jean-Baptiste-des-Ponts[4].
- Jean de Saint Gilles (ou Saint Égide) est appelé comme médecin au chevet de Robert Grossetête mourant[5].
- 1252-1253 : fondation par Geoffroi de Pontual, évêque de Saint-Malo, d'une maison-Dieu sise au lieu-dit La Licorne, qui sera transférée en 1607 ou 1612 sur les terrains alors libérés par le sanitat, et qui est aux origines de l'actuel centre hospitalier de la ville[6],[7].
- 1253-1255 : dans son Voyage dans l'Empire mongol, Guillaume de Rubrouck note que les médecins chinois « connaissent parfaitement les propriétés des plantes et qu’ils savent exactement comment prendre le pouls ; mais qu’ils dédaignent les urines et n'y connaissent rien[8] ».

## Publications
- Le médecin et chirurgien italien Bruno de Longoburgo (it) achève son traité de « grande chirurgie » (Chirurgia magna[9]).
- Le plus célèbre pédiatre chinois de son temps, Chen Wenzhong (1211-1280), publie le Xiao Er Bing Yuan Fang Lun, traité sur « les causes et le traitement des maladies infantiles[10],[11] ».
- Yan Honghe publie le Ji Sheng Fang (« Prescriptions pour aider la vie »), traité de médecine interne, chirurgie et gynécologie[11].

## Personnalités
- Fl. Thomas L'Angles, barbier, cité dans une charte de l'abbaye Sainte-Croix de Bordeaux[12].
- 1253-1273 : fl. Thomas de Weseham, médecin de Henri III, roi d'Angleterre[12].
- 1253-1264 : fl. Remy, chapelain et médecin des papes Innocent IV et Urbain IV[12].

## Décès
- Najmaddin Ahmad Nakhchivani (né à une date inconnue), médecin d'Azerbaïdjan, commentateur d'Avicenne[13].